# コティロリーザ属
コティロリーザ属（英: Cotylorhiza）は、根口クラゲ目イボクラゲ科のクラゲの属の一つ。

## 解説
コティロリーザ・ツベルクラータのように目玉焼きのように見えるクラゲが多い。
触手は人には害はないが、触れない方が安全。

## 分類
以下の3種が属する。
- Cotylorhiza ambulacrata
- Cotylorhiza erythraea - コティロリーザ・エリトレア
- Cotylorhiza tuberculata - コティロリーザ・ツベルクラータ（チチュウカイイボクラゲ）

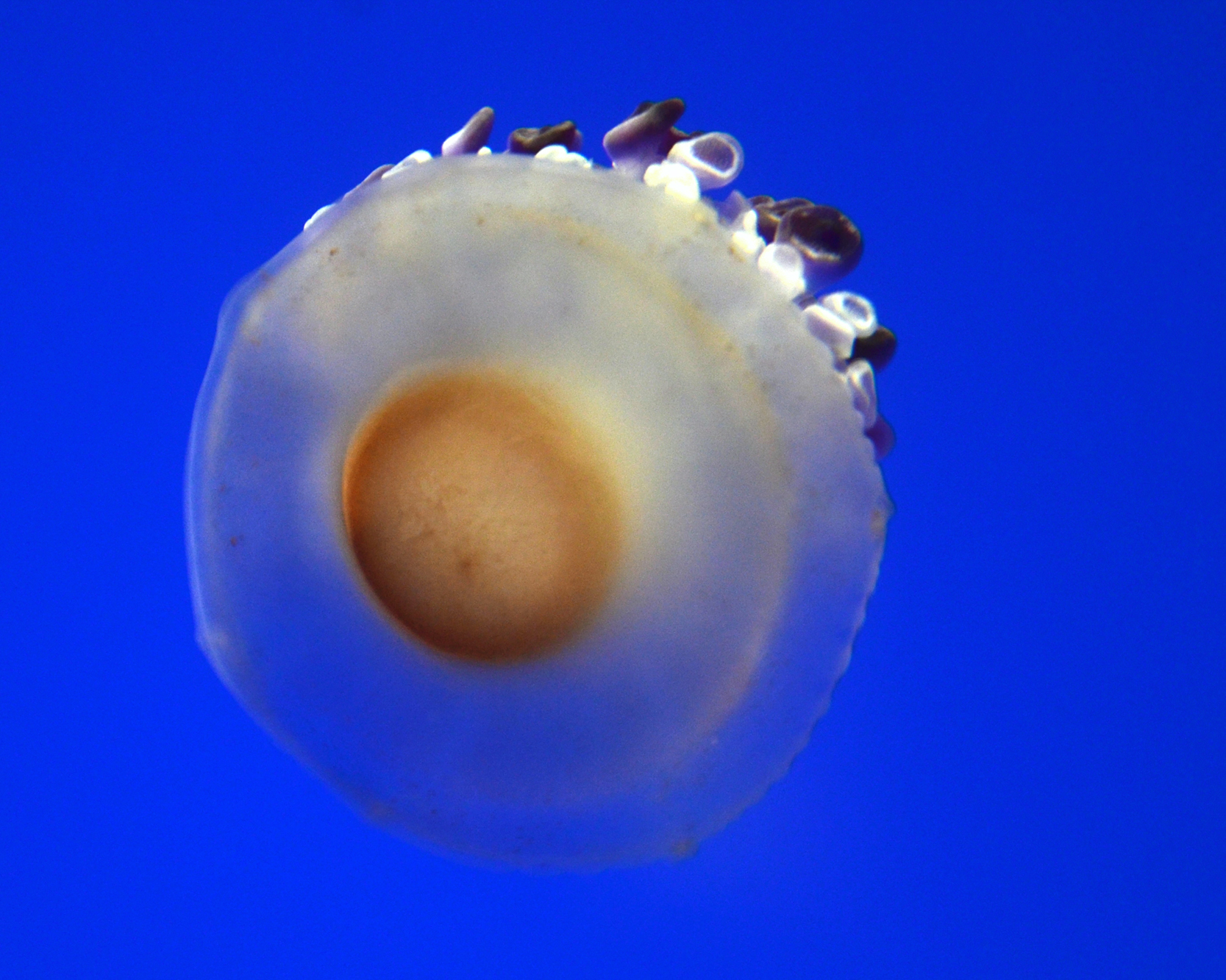
の傘